# Кондратенко, Людмила Ивановна
Людмила Ивановна Кондратенко (род. 27 октября 1965 года) — российский искусствовед, член-корреспондент РАХ (2012).
Окончила факультет теории и истории искусств Института живописи, скульптуры и архитектуры имени И. Е. Репина.
В 2012 году — избрана членом-корреспондентом Российской академии художеств от Отделения искусствознания и художественной критики
Методист факультета скульптуры Института живописи, скульптуры и архитектуры имени И. Е. Репина (1996—2003), главный хранитель Научно-исследовательского музея при Российской академии художеств (2004—2010), директор Научно-исследовательского музея при Российской академии художеств (2010—2017), заведующая Отделом практики Института живописи, скульптуры и архитектуры имени И. Е. Репина (2017—2020), заместитель директора филиала Российской академии художеств в городе Санкт-Петербурге «Творческая мастерская „Литейный двор“» (с 2020).
Кураторские проекты
- выставки, приуроченные к 250-летию и 260-летию Академии художеств в НИМ РАХ (2007, 2017);
- выставка и конференция, посвященные творчеству архитектора Г. Боссе в Санкт-Петербурге, Риге, Дрездене (2014—2015);
- выставка австралийской художницы Аэлиты Андре в НИМ РАХ (2016);
- выставочный проект и круглый стол в Музее печатной графики г. Шэньчжэнь в рамках биеннале печатной графики в Китае (2017);
- выставка «100 автографов» совместно с Архивным комитетом Санкт-Петербурга (2022);
- выставочный проект к 100-летию завода «Монументскульптура» (2022—2023);
- памятная выставка к 80-летию академика В. Э. Горевого в Санкт-Петербурге (2022).

Автор вступительной статьи для каталога выставки Аэлиты Андре и составитель каталога выставки, приуроченной к 80-летию академика В. Э. Горевого, автор концепции общегородского мероприятия «Ночь музеев» и программы «Детские дни» в НИМ РАХ (2008—2017), организатор культурно-выставочного пространства на базе библиотек Фрунзенского района Санкт-Петербурга (2021—2022).

## Награды
- Золотая медаль РАХ (2014)
- Благодарности РАХ (2007, 2012)